# Bodotria depressa
Bodotria depressa är en kräftdjursart som beskrevs av Hiroshi Harada 1967. Bodotria depressa ingår i släktet Bodotria och familjen Bodotriidae. Inga underarter finns listade i Catalogue of Life.